# Chamaita nudarioides
Chamaita nudarioides är en fjärilsart som beskrevs av Butler 1882. Chamaita nudarioides ingår i släktet Chamaita och familjen björnspinnare. Inga underarter finns listade i Catalogue of Life.